# Catephia lobata
Catephia lobata är en fjärilsart som beskrevs av Louis Beethoven Prout 1928. Catephia lobata ingår i släktet Catephia och familjen nattflyn. Inga underarter finns listade i Catalogue of Life.